# Foveosculum striatiferops
Foveosculum striatiferops là một loài tò vò trong họ Ichneumonidae.